# Saliera di Francesco I di Francia
La Saliera di Francesco I è un'opera scultorea in ebano, oro e smalto, realizzata da Benvenuto Cellini al tempo del suo soggiorno in Francia, tra il 1540 e il 1543. Di piccolo formato (è alta 26 cm), è considerato universalmente il capolavoro d'oreficeria dell'artista e uno degli oggetti più significativi del Manierismo europeo.
È custodita all'interno del Kunsthistorisches Museum di Vienna.

## Storia
Giunto in Francia nel settembre del 1540, Cellini trascorse uno dei momenti più prolifici e sereni della sua esistenza. Rassicurato da una presenza così colta e disponibile come quella di re Francesco I di Francia, sempre pronto a fornire materiali preziosi come il bronzo o l'argento per accontentare i bisogni artistici del nuovo arrivato, Cellini era consapevole di vivere un momento che mai avrebbe potuto ripetersi.
Il progetto iniziale della saliera era tuttavia di parecchi anni antecedente al soggiorno francese dell'artista. Cellini ricevette infatti una commissione simile dal cardinale Ippolito d'Este che aveva richiesto allo scultore una saliera «che avrebbe voluto uscir dall'ordinario di quei che avean fatto saliere». Per indirizzarlo sul tema, il cardinale avrebbe interpellato due colti letterati come Luigi Alamanni e Gabriele Cesano affinché potessero consigliargli l'iconografia più opportuna.
Benvenuto, sebbene leggermente influenzato da alcuni suggerimenti del Cesano, finì col progettare l'opera interamente da solo, ribadendo il concetto di "fare", tipico degli artisti, contrapposto all'astratto "dire" dei letterati. L'artista eseguì quindi un modello in cera della saliera, purtroppo a noi non pervenuto, che avrebbe suscitato la meraviglia del cardinale e dei suoi consiglieri. Ippolito, stupito dalla complessità dell'invenzione, rifiutò di mettere in pratica un simile progetto, giudicandolo troppo costoso e meritevole solo di un committente come Francesco I.
Cellini, non dimentico del consiglio del cardinale, avrebbe approfittato della sua nuova posizione presso la corte del re per realizzare la sua agognata ambizione.
La saliera giunse in possesso dalla casa d'Asburgo come dono da parte di Carlo IX di Francia all'arciduca Ferdinando II del Tirolo, per ringraziarlo del suo ufficio di procuratore del matrimonio con Elisabetta d'Austria.
La saliera rappresenta la dea Terra mentre con le sue gambe incontra Nettuno, dio del mare. Dall'incontro tra terra e mare nasce il sale. Sotto le due raffigurazioni vi sono le allegorie delle fasi del giorno, Aurora, Giorno, Crepuscolo e Notte, di chiara derivazione michelangiolesca. Bellissime le pose dei due dei in puro stile manierista, mosse, dinamiche e nello stesso tempo armoniose.
È stata trafugata l'11 maggio del 2003. Dopo una fallita richiesta di riscatto, stimata per i 10 milioni, l'opera è stata recuperata il 22 gennaio 2006, all'interno di una scatoletta, in un bosco presso Zwettl, a circa 90 km dalla capitale austriaca.